# Gagliardi e pupe
Gagliardi e pupe è un film del 1958 diretto da Roberto Bianchi Montero.

## Trama
Il giovane popolano "Paolo", passa le sue giornate nelle sale di biliardo e ha poca voglia di lavorare, combinandone di tutti i colori assieme a una banda di sfaccendati. Dopo numerose malefatte, viene abbandonato un po' da tutti, ma decide di mettere la testa a posto.